# Danish bacon
A Danish bacon foi uma marca sob a qual o toucinho dinamarquês era vendido no Reino Unido. O produto tinha a palavra Danish estampada no courato entre linhas onduladas. Os agricultores dinamarqueses que produziam o Danish bacon e as suas cooperativas eram representados pela Danske Slagterier, cuja filial no Reino Unido era o Danish bacon and Meat Council. Em 2009, a Danish bacon foi absorvida por uma organização agrícola dinamarquesa de cúpula. A maior parte do bacon dinamarquês é produzida através da cooperativa de agricultores Danish crown. O sistema cooperativo tem custos baixos devido à escala (25 milhões de porcos por ano) e à eliminação da necessidade de mercados. A maior parte da produção destina-se à exportação.
As exportações dinamarquesas de suínos para o Reino Unido começaram em meados do século XIX, quando as exportações para a Alemanha se tornaram difíceis, e têm vindo a aumentar desde então, apesar das tentativas de concorrência dos produtores nacionais do Reino Unido e de outros importadores. Não conseguiram acompanhar o ritmo da modernização dinamarquesa do processo de cura e da crescente centralização.
Atualmente a Dinamarca concentra-se na produção de suínos e transferiu a cura e o acondicionamento do toucinho para outros países. Este bacon é vendido como dinamarquês, de forma algo controversa, mesmo na própria Dinamarca. Os suínos destinados ao mercado britânico eram criados separadamente, de acordo com as especificações britânicas, principalmente devido às preocupações britânicas com o bem-estar dos suínos na Dinamarca. Esta separação deixou de existir na sequência da eliminação progressiva das gaiolas de gestação de porcos em toda a União Europeia em 2013.

## Organização
A maior parte da produção suína na Dinamarca é composta por membros de uma das duas grandes cooperativas de agricultores, que representam 95% dos suínos abatidos. A maior destas cooperativas é a Danish crown, que, por si só, representa 90% da produção de carne suína dinamarquesa.
Todas as exportações são efetuadas através destas duas cooperativas. Alguns matadouros menores operam fora deste sistema para abastecimento interno, mas nenhum tem licença para exportar. Os custos são elevados na Dinamarca e o setor está altamente regulamentado, mas, o país desenvolveu uma vantagem competitiva graças à organização integrada em grande escala das suas cooperativas. Neste sistema não existem mercados ou leilões. Os preços são fixados semanalmente por um comité da Danske Slagterier, o que permite uma grande poupança nos custos de transporte, uma vez que há menos necessidade de deslocar os animais.
Aproximadamente 25 milhões de suínos são abatidos todos os anos na Dinamarca, o que corresponde a 5 suínos por cada dinamarqueses. A produção de suínos continua a aumentar, tendo passado de 17,7 milhões na década de 1990 para 21,4 milhões até 2002 e atingido 24,7 milhões em 2004. 75% desta produção é destinada para a exportação.

## História
No século XIX, o principal produto alimentar de exportação da Dinamarca para o Reino Unido eram os cereais, porém seu volume comercial foi ultrapassada pelos Estados Unidos e pela Rússia, o que fez com que o país começasse a alterar sua base de exportação para suínos e manteiga. No início do século XIX, o porco White Large, passou a ser exportado para a Dinamarca. Entre os anos de 1840 e 1870, os cereais representavam quase metade das exportações da Dinamarca, mas em 1900 este valor tinha diminuído para menos de 3%.
A Dinamarca exportava bacon para o Reino Unido desde, ao menos, 1847, época em que eram preparados flocos de toucinho especialmente para o mercado inglês, mas não tinha uma produção em grande escala até 1864, ano em que a Segunda Guerra de Schleswig impossibilitou a exportação de porcos vivos para Hamburgo, onde até então eram abatidos, e a Dinamarca foi forçada a fazê-lo localmente. No entanto, a exportação para o Reino Unido só se tornou significativa depois de que a Alemanha, para quem a Dinamarca exportava desde a Idade Média, terem levantado barreiras comerciais (1879) e finalmente proibido (1887) a importação de suínos vivos. O mercado alemão perdido importava quase 300 000 suínos por ano e a Dinamarca precisava desesperadamente de encontrar um novo mercado. As importações dinamarquesas foram bem recebidas para o Reino Unido; o crescimento da população na sequência da Revolução Industrial significava que o país já não era autossuficiente em termos alimentares, mas havia uma procura crescente por parte de uma classe trabalhadora mais abastada. A população suína cresceu de 442 441 em 1871 para quase 2,5 milhões em 1914.
Nesse contexto, os trabalhadores britânicos consumiam, em média, bacon de duas a três vezes por semana, e o bacon com ovos tornou-se um café da manhã tradicional britânico. Até então, este produto era bastante incompatível como os salários da classe trabalhadora. Ao final do século XIX, 90% das exportações dinamarquesas de suínos destinavam-se ao Reino Unido e representavam 20% do total das exportações dinamarquesas. Este fato fez da Dinamarca o principal fornecedor do Reino Unido, ultrapassando os Estados Unidos, que anteriormente ocupavam essa posição. O bacon dinamarquês ainda detinha mais de 25% do mercado britânico na década de 1980.

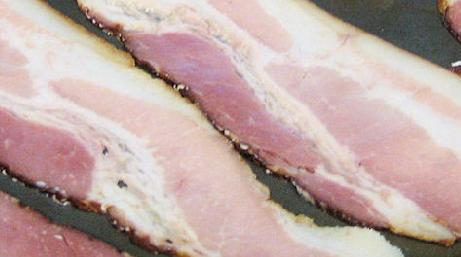
Cozimento de bacon dinamarquês.

### As cooperativas
A primeira fábrica de toucinho de uma cooperativa de agricultores dinamarqueses foi criada no ano de 1887. Rapidamente surgiram outras e, em 1897, uma década depois, havia dezenas delas espalhadas pelo país. Em 1900, as cooperativas ultrapassavam o número de empresas privadas. Nessa altura, a exportação de suínos vivos tinha quase cessado, sendo substituída pela exportação de carne de porco e de toucinho. Seguiu-se uma intensa concorrência entre as cooperativas e os produtores privados, tendo as cooperativas vencido a batalha comercial. As cooperativas enfrentaram a concorrência de investidores estrangeiros, bem como de empresas nacionais. O primeiro destes investidores foi I. D. Koopmann, de Hamburgo, que comprou e abriu novas fábricas de toucinho para contornar a proibição alemã de suínos vivos. Koopmann recusou-se a fazer negócios com as cooperativas, apelidando o movimento de "uma ideia doentia". Trabalhavam em estreita colaboração com a Denny & Co. de Londres - a família Denny era um importante fabricante de toucinho na Irlanda e, entre eles, controlavam uma grande parte do mercado britânico.
A Denny's assumiu o controle da Koopmann's quando a empresa se endividou em 1894. A Denny's nunca conseguiu ultrapassar as cooperativas, mas manteve-se em atividade na Dinamarca até o ano de 1968, quando em que finalmente vendeu o que restava da atividade dinamarquesa à Federação das Cooperativas Dinamarquesas. Um grupo cooperativo e outro grande ator estrangeiro, era concorrente das cooperativas dinamarquesas. Tratava-se da inglesa Co-operative Wholesale Society (CWS). A CWS tinha depósitos na Dinamarca desde 1881, aproveitando a recusa dos comerciantes londrinos em comprar às cooperativas. No entanto, a partir de 1899, começaram a estabelecer a sua própria produção na Dinamarca. A produção aumentou até 1930, mas depois diminuiu lentamente e a CWS começou a ser vendida em 1971.
A marca Danish bacon apareceu pela primeira vez no Reino Unido quando a Danish bacon Agency Limited (mais tarde, a Danish bacon Company, atualmente uma marca da Danish crown, grande conglomerado de carnes dinamarquesas) foi criada no Porto de Londres e pelas cooperativas em 1902, para tratar das exportações para o Reino Unido. A Federação das Cooperativas Dinamarquesas de Fábricas de Bacon (Em dinamarquês: De samvirkende danske Andels-Svineslagterier, e a partir de 1932, apenas Danske Slagterier) foi criada em 1897, conhecida no Reino Unido como Danish bacon and Meat Council. A Danish bacon and Meat Council era responsável pelas atividades de comercialização no Reino Unido e promovia a marca Danish bacon. A partir de 1908, a legislação dinamarquesa insistia que as exportações de carne fossem abatidas em abatedouros públicos. O bacon também era inspecionado em Esbjerg e carimbado para indicar o status de livre de doenças e o número do matadouro. Após 1908, o bacon foi declarado livre de todos os conservantes, exceto sal e defumação.
A Danske Slagterier foi absorvida pela organização dinamarquesa de produtores agrícolas e transformadores de alimentos (Landbrug & Fødevarer) em 2009 e deixou de existir como organização separada. Através de uma série de fusões e aquisições, a Danish crown tornou-se a maior cooperativa e, em 2000, controlava a grande maioria dos abatedouros dinamarqueses.

### Guerras mundiais
As exportações dinamarquesas de bacon para o Reino Unido foram interrompidas durante as duas guerras mundiais. Na Primeira Guerra Mundial, a causa para a interrupção do comércio foi a escassez de cereais importados para alimentar os porcos. Posteriormente, na Segunda Guerra Mundial, navios dinamarqueses que abasteciam a Grã-Bretanha tiveram sua carga confiscada pelos alemães ou até mesmo afundadas. 6.500 toneladas de bacon foram perdidas dessa forma. A ocupação da Dinamarca pelos alemães em 1940 interrompeu completamente a exportação para a Grã-Bretanha.

### Relações comercias
Foram feitas tentativas de modernizar a produção britânica de bacon seguindo as linhas dinamarquesas na década de 1930, mas isso não foi totalmente bem-sucedido em deslocar o bacon dinamarquês, apesar das restrições comerciais impostas. O bacon dinamarquês continuou sendo um grande item de discussão nas negociações comerciais entre os dois países e reclamações sobre a desarticulação da produção britânica de bacon em comparação com a da Dinamarca ainda estavam ocorrendo no parlamento na década de 1950.
O bacon dinamarquês estabeleceu uma reputação na Grã-Bretanha; o sabor levemente curado era preferido às importações de bacon fortemente salgadas e carregadas de bórax dos Estados Unidos. Tentativas de outros países, como o Canadá, de estabelecer importações de bacon para a Grã-Bretanha durante este período usaram o bacon dinamarquês como o padrão de qualidade contra o qual seu produto era avaliado.

## Modernização
Os métodos de produção migraram do processo tradicional de cura a seco de esfregar sal, especiarias e açúcar no bacon para o processo de cura úmida, que exige menos mão de obra, no qual o bacon é deixado de molho em salmoura. A cura úmida também pode ser usada para aumentar o teor de água da carne para adicionar volume e adicionar nitrato de sódio e fosfatos para encurtar o processo, que pode levar apenas seis horas, em comparação com 2 a 3 dias para a cura a seco.
Houve um movimento crescente das cooperativas para centralizar os abatedouros e as plantas de processamento de bacon em estabelecimentos cada vez maiores. As plantas foram transferidas da Dinamarca para locais economicamente mais vantajosos e isso aconteceu parcialmente com os abatedouros também, deixando a Dinamarca se concentrar apenas na criação dos porcos. Na década de 1960, a embalagem a vácuo e o fatiamento automatizado foram introduzidos, que passaram a ser realizados em plantas localizadas no Reino Unido. Na década de 1970, fazendas mistas ainda eram comuns, mas as fazendas se tornaram mais especializadas na criação de porcos e o processo mais industrializado. O número de cooperativas de propriedade de fazendeiros caiu de 62 em 1962 para apenas duas atualmente.

### Importação de bacon na Dinamarca
No ano de 2001, 5% do bacon consumido na Dinamarca foi importado. Entre 2004 e 2005, a produção de bacon foi transferida para a Alemanha e especialmente para a Polônia, onde os custos são mais baixos. Isso quase imediatamente resultou em importações subindo para 75% e o preço caindo para um terço do bacon produzido na Dinamarca. No entanto, o produto ainda é comercializado como bacon dinamarquês, uma vez que é produzido a partir de porcos dinamarqueses. Nas lojas dinamarquesas, não é possível comprar bacon fatiado dinamarquês produzido convencionalmente que tenha sido fatiado na Dinamarca. Os consumidores dinamarqueses expressaram insatisfação com o que consideram uma prática enganosa. No Reino Unido, o fatiamento e a embalagem do bacon dinamarquês continuam a ser realizados em fábricas do Reino Unido de propriedade da Danish crown.

## O porco britânico
Um sistema específico está em vigor para produzir porcos para o mercado do Reino Unido e estes são chamados de 'porcos do Reino Unido'. A especificação para esses porcos não é determinada apenas pela legislação do Reino Unido, mas também pelas condições definidas pelos supermercados do Reino Unido, que são os principais clientes. Esquemas semelhantes estão em operação para produzir porcos para outros mercados, como porcos orgânicos criados de acordo com os regulamentos do Conselho da União Europeia.
O sistema de 'porcos britânico' foi introduzido após um apelo no final da década de 1990 por William Hague, à época líder do Partido Conservador Britânico (na época na oposição) para proibir o bacon dinamarquês. Hague alegou que o sistema de gaiolas de gestação usado na Dinamarca colocava os criadores de porcos britânicos em desvantagem competitiva, uma vez que eles não tinham permissão para usar esse sistema sob os regulamentos britânicos de bem-estar animal. Os supermercados do Reino Unido responderam exigindo melhores condições de bem-estar dos porcos, o que resultou no porco do Reino Unido com porcas capazes de se mover livremente. Os criadores dinamarqueses receberam um suplemento para cobrir o custo adicional da criação de porcos do Reino Unido.
As gaiolas de gestação foram novamente criticadas pelo famoso chefe de cozinha Jamie Oliver em 2009 e a resposta da indústria dinamarquesa de bacon deixou claro que elas ainda eram utilizadas em algumas fazendas, mas foram todas descontinuadas antes do prazo da União Europeia de 2013.

## Na cultura popular
Em 2007, o Conselho Dinamarquês do Toucinho e da Carne encomendou uma pesquisa para a Universidade de Leeds sobre as características de um perfeito bacon butty (os investigadores recusaram-se a utilizar o termo sanduíche, considerando-o uma terminologia incorreta). Entre as conclusões, a textura e a crocância do bacon eram tão importantes como o sabor.

### Comerciais
O Bacon Dinamarquês foi fortemente promovido na televisão britânica. Um comercial para televisão de 1999 causou um grande número de reclamações recebidas pela Comissão Independente de Televisão. O comercial fazia referência ao filme de terror de 1973, O Exorcista, um filme que havia sido proibido em vídeo até aquele ano. O anúncio "mostra uma adolescente sentada em uma cama no meio de um ataque. De repente, sua atenção é atraída para o cheiro vindo de uma panela de bacon fritando, e ela faz uma careta enquanto sua cabeça gira 360 graus, sugerindo seu deleite com o cheiro." Foi criticado por ser de mau gosto e, como também era exibido durante o dia, muitos pais reclamaram, levando a comissão a proibir que o anúncio fosse exibido antes das 21h.